# Gunther Tiersch
Gunther Tiersch (n. 30 aprilie 1954, Ratzeburg, Republica Federală Germania, Germania) este un prezentator de televiziune german, medaliat olimpic. A participat la o ediție a Jocurilor Olimpice (1968) în care a câștigat o medalie de aur.

## Participări
Lista de mai jos prezintă principalele competiții la care a participat Gunther Tiersch de-a lungul carierei.
- rowing at the 1968 Summer Olympics – men's eight[*][5]